# Departamento Santa Bárbara (Argentinien)
Das Departamento Santa Bárbara ist eine von 16 Verwaltungseinheiten der Provinz Jujuy im Nordwesten Argentiniens. Es liegt im Osten der Provinz Jujuy. Im Norden, Osten und Süden grenzt es an die Provinz Salta und im Westen an die Departamentos San Pedro und Ledesma. Die Hauptstadt des Departamentos ist Santa Clara.

## Städte und Gemeinden
Das Departamento Santa Bárbara besteht aus folgenden Gemeinden und Siedlungen:
- Valle Grande
- El Piquete
- Puente Lavayen
- El Fuerte
- El Talar
- Palma Sola
- Santa Clara
- Vinalito
- Siete Aguas
- Isla Chica
- El Olvido
- Los Matos
- El Sauzal
- Real de los Toros
- El Tipal
- Las Juntas
- La Celulosa
- Madrejón
- San Rafael

Koordinaten: 24° 12′ S, 64° 36′ W